# Скалон Антон Антонович
Скалон Антон Антонович (рос. Скалон Антон Антонович; 6 вересня 1767, Бійськ — 5 серпня 1812, Смоленськ) — російський командир епохи наполеонівських війн, генерал-майор Російської імператорської армії.

## Біографія
Антон Скалон народився 6 вересня 1767 року в Бійській фортеці у дворянській родині. Його рід веде початок від французького гугенота Георгія де Скалона, чиї сини Степан і Данило переселилися в Росію у 1710 році. Батько — генерал-поручик Антон Данилович Скалон.
Військову службу Скалон почав у 1778 році в Преображенському лейб-гвардії полку рядовим, потім служив у Семенівському полку, а в 1783 році був переведений в Сибірський драгунський полк.
Подальший рух Скалона по кар'єрних сходах відбувався дуже швидко, завдяки милостивій увазі імператора Павла І, який неодноразово удостоював його безпосередніми Найвищими веліннями. Отримав звання підполковника в 1798 році. З призначенням командиром Іркутського драгунського полку, Скалон був нагороджений з власних рук імператора аннінською золотою шпагою «За хоробрість». В наступному році став полковником, потім був призначений шефом Іркутського драгунського полку і згодом отримав звання генерал-майора. У 1802 році за сімейними обставинами був звільнений у відставку.
Військові дії російської армії, що були розпочаті в 1805 році проти Наполеона, спонукали Скалона повернутися на військову службу, але взяти участь у війні йому не довелося, бо імператор Олександр I вдруге призначив його шефом Іркутського драгунського полку. Таким чином, він повинен був повернутися до свого колишнього полку у Сибір для «приведення знову у відмінний стан, в якому він залишив полк цей».
У 1808 році всі лінійні полки і артилерія Сибіру були направлені до західних кордонів Російської імперії. Зимовий перехід загону Скалона з шести регулярних сибірських полків на Волинь був здійснений в зразковому порядку «з особливим заощадженням людей», за що він був нагороджений орденом Святого Володимира 3-го ступеня, а 26 листопада 1811 року був удостоєний ордена Святого Георгія 4-го класу «За 25-річну службу»
У тому ж 1811 році Антон Антонович Скалон присягнув на вічне підданство Росії.

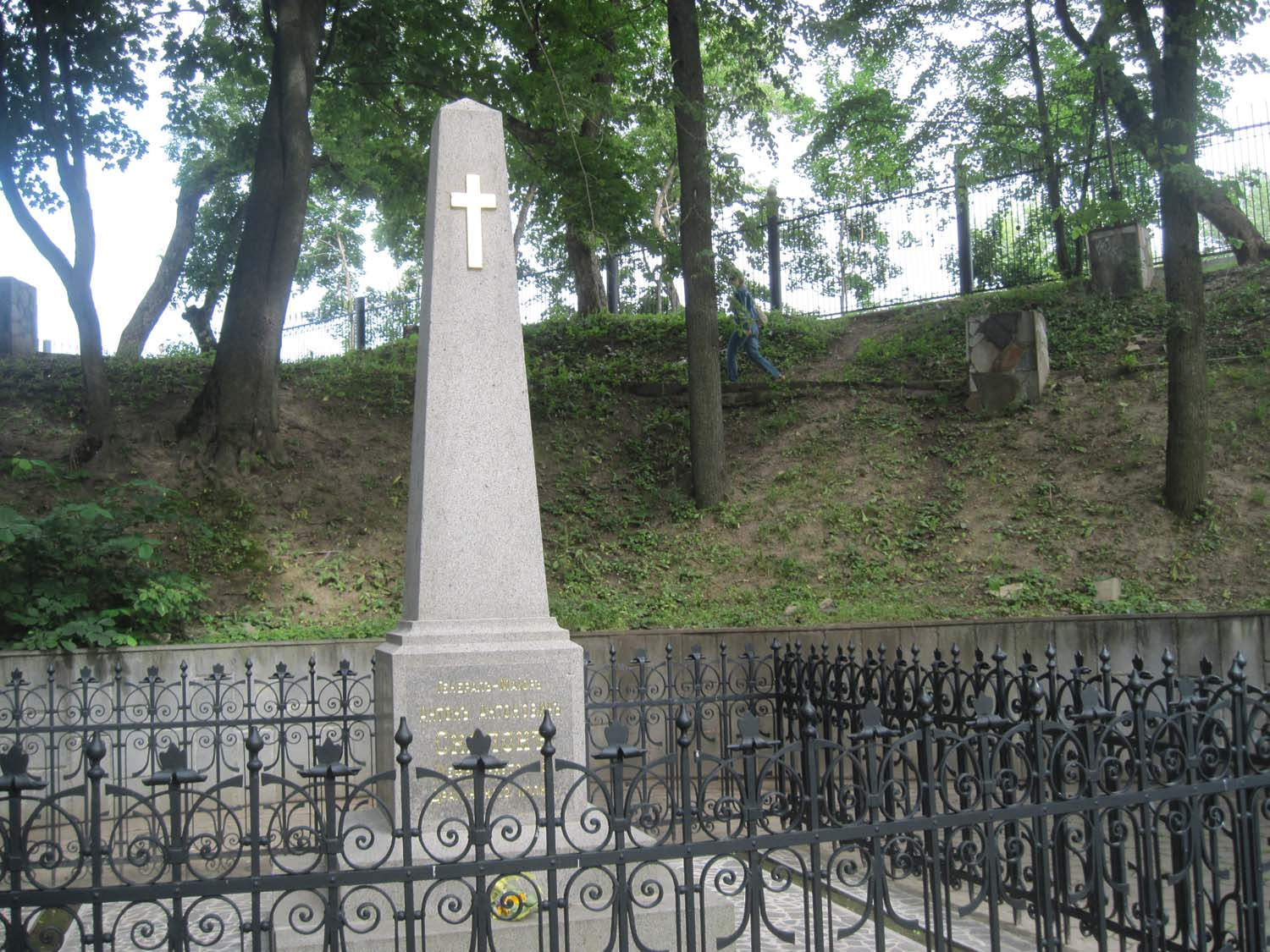
Пам'ятник Скалону у Смоленську

Безпосередню участь у військових діях Скалон узяв у лютому 1812 року. Його драгунські полки складали частину третього резервного кавалерійського корпусу графа Палена, що були об'єднані з 6-м піхотним корпусом Дохтурова. При відступі їх від Ліди до Дризи, російським військам вдалося вислизнути від французів, відправлених Бонапартом навперейми шляху відступу.
5 серпня 1812 року, Скалон в ході Французько-російської війни брав участь в кровопролитній битві під Смоленськом, яка стала його останнім боєм. Займаючи зі своїми драгунськими полками і загоном козаків Раченское передмісті і бажаючи попередити атаку французів, Скалон стрімко рушив назустріч кінної дивізії Брюєра, але був убитий наповал картеччю, і російська кавалерія була відкинута. Тіло Скалона, що потрапило в руки ворога, було віддане землі на третій день після заняття французами руїн Смоленська. За особистим наказом Наполеона він був похоронений з усіма військовими почестями.
В місті Бійську, на батьківщині Антона Антоновича Скалона, у 2011 році йому встановлено пам'ятник на території Бійського федерального державного унітарного підприємства «Сибприбормаш».